# 宇宙生中継 彗星爆発 太陽系の謎
『NHKスペシャル 宇宙生中継 彗星爆発 太陽系の謎』（エヌエイチケイスペシャル うちゅうなまちゅうけい すいせいばくはつ たいようけいのなぞ）とは、NHK総合テレビにて2013年12月4日の19:30 - 20:43（JST）に生放送されたドキュメンタリー特別番組である。

## 概要
巨大彗星になることが期待されていたアイソン彗星の真相について迫るドキュメンタリー特別番組。
番組放送前の当初は「遭遇!巨大彗星アイソン」の番組タイトル名で、国際宇宙ステーションに滞在中の若田光一宇宙飛行士が超高感度4Kカメラを使ってアイソン彗星を撮影し、宇宙から生中継する予定だったが、2013年11月29日未明に太陽に最接近したアイソン彗星の大部分が崩壊したため、番組タイトル名と放送内容を大幅に変更し「宇宙生中継 彗星爆発 太陽系の謎」として放送されることになった。
番組内では、国際宇宙ステーションの若田光一宇宙飛行士と衛星中継を結び、宇宙の様子なども生報告した。

## 出演者

### 司会
- タモリ
- 久保田祐佳（NHKアナウンサー）

### ゲスト
- 東野幸治
- 大沢あかね

### 解説
- 渡部潤一（国立天文台教授・副台長）

### リポーター
- 鎌倉千秋（NHKアナウンサー）

## 関連作品
- 『NHKスペシャル「宇宙生中継 彗星爆発 太陽系の謎」オリジナル・サウンドトラック』（2014年4月27日）[4]